# 武尾咲希
武尾 咲希（たけお さき、1994年10月7日 - ）は、福島県会津若松市出身の日本の女子プロゴルファーである。所属はGOLF5。

## アマチュア時代
両親に勧められ7歳でゴルフを始める。2011年 会津学鳳高等学校時代に「東北高等学校ゴルフ選手権」で優勝、同年の「ミヤギテレビ杯ダンロップ女子オープン」にアマチュア選考会から本戦の出場資格を得た。
2015年度日本女子プロゴルフ協会（LPGA）最終プロテストに進出し6位タイで合格。同期に 森美穂、ささきしょうこらがいる。会津大学中退。

## プロ戦績
2015年 「ヨネックスレディス」での10位タイが最高位。709万円余を獲得し年間賞金ランキング（賞金ランク）80位。「JLPGA新人戦 加賀電子カップ」では惜しくも2位に終わった。
2016年 伊藤園レディスで2位以下に3打差をつける単独首位で最終日を迎えたものの結果的に7位タイ。1,553万円余を獲得し賞金ランク57位。
2017年 「サイバーエージェントレディスゴルフ」では単独５位。「ニチレイレディス」では優勝したテレサ・ルーに5打差ながら葭葉ルミ、新海美優と並ぶ２位タイ。自己最高3,841万円余を獲得し賞金ランク27位となり、初のシード権を獲得。
2018年 「日本女子オープンゴルフ選手権競技」2日目2番ホールでホールインワン達成。「三菱電機レディスゴルフ」の８位タイが最高位。1,696万円余を獲得し賞金ランク62位となりシード権を喪失した。
2019年 「スタジオアリス女子オープン」では優勝した申ジエに1打差、菊地絵理香と並び2位タイ。ホステスプロとして出場した「ゴルフ5レディス」では最終日に自己ベストスコア65を記録し7位タイ。1,968万円余を獲得し賞金ランク61位。
2020年から2021年 「明治安田生命レディース」の6位タイが最高位。685万円余を獲得し賞金ランク104位。
2022年 ステップアップツアーを主戦場とし、レギュラーツアー賞金獲得なし。
2023年 日本女子オープン56位タイが唯一の決勝ラウンド進出。66万円を獲得し賞金ランク148位。